# HJコミックス
HJコミックス（エイチジェイコミックス）は、ホビージャパンが発行・発売する日本の漫画単行本レーベル。判型は原則としてA5判。
本項では、改称前のホビージャパンコミックスについても解説する。

## 概要
ホビージャパンコミックス (HJC) として最初に発行された作品は、1992年に刊行された山本弘・作、こいでたく・画の『RPGなんてこわくない! テーブルトークRPG入門コミック』である。以後、同社が刊行していた定期刊行のアンソロジーコミック『コミックマスター』（ファミリーソフト編集）連載のオリジナル作品及びコンピュータゲームやアニメのアンソロジー等が本レーベルより刊行される。
しかし、1996年に『コミックマスター』が休刊した後の1997年11月に創刊された漫画雑誌『コミックジャパン』が創刊号1号のみで廃刊となったことがHJCの発行点数にも影を落とし、1998年から1999年にかけて刊行点数が大幅に減少。『月刊RPGマガジン』及び後継誌の『ゲームぎゃざ』（現『GAME JAPAN』）で連載されていた『デュエルファイター刃』（中村哲也、全7巻）のみが細々と刊行され続ける状態となった。
2005年にレーベルの装丁がリニューアルされた際にそれまで使用されていた「HJC」のロゴが「HJ」の下に小さく「COMICS」と表記するデザインに変更され、再びコンピュータゲームやアニメのアンソロジー作品刊行を再開。2009年にはアンソロジーを中心とする一方『幻奏戦記RuLiLuRa』（小笠原智史）や『クイーンズブレイド』（アンソロジー）等の自社コンテンツや『GAME JAPAN』『キャラの!』等の発行誌に連載された作品の単行本が刊行されていた。
2011年12月2日にウェブコミック配信サイト『コミック・ダンガン』をオープンし『コミックジャパン』廃刊から14年を経て漫画専門誌へ再参入しているが、同サイトの連載作品については本レーベルとは別に立ち上げられたダンガンコミックスより単行本が発売されていた。
2014年12月にHJ文庫公式サイト内にコミカライズ連載を専門とするWEBコミックサイト『コミックHJ文庫』（現・コミックファイア）が正式オープンされ、同サイトの連載作品から単行本が刊行されている。

## 主な作品
- 腐女子アンソロジー
- めげない! ひよっこ精霊士（榛名まお、GAME JAPAN連載）
- AKUMAで少女（原作・わかつきひかる 作画・蒼月しのぶ、キャラの!連載）

## コミックファイア
コミックファイアは、ホビージャパンが運営する無料コミックサイト。2016年8月に『コミックHJ文庫』から『コミックファイア』にサイトリニューアル。出張版としてニコニコ静画内に『ニコニコファイア』を開設している。

### 連載作品
- 百錬の覇王と聖約の戦乙女（原作：鷹山誠一、キャラクター原案：ゆきさん、作画：chany）
- 高1ですが異世界で城主はじめました（原作：鏡裕之、キャラクター原案：ごばん、漫画：神吉李花）
- ウォルテニア戦記（原作：保利亮太、キャラクター原案：bob、漫画：八木ゆかり）
- インフィニット・デンドログラム（原作：海道左近、キャラクター原案：タイキ、漫画：今井神）
- 精霊幻想記（原作：北山結莉、キャラクター原案：Riv、漫画：みなづきふたご）
- 最強魔法師の隠遁計画（原作：イズシロ、キャラクター原案：ミユキルリア、漫画：うおぬまゆう）
- 異世界料理道（原作：EDA、キャラクター原案＆漫画：こちも）
- 魔術破りのリベンジ・マギア（原作：子子子子子子子、キャラクター原案：伊吹のつ、漫画：宮社惣恭）
- 魔王の俺が奴隷エルフを嫁にしたんだが、どう愛でればいい？（原作：手島史詞、キャラクター原案：COMTA、漫画：板垣ハコ）
- 日本へようこそエルフさん。（原作：まきしま鈴木、キャラクター原案：ヤッペン、漫画：青乃下）
- 食い詰め傭兵の幻想奇譚（原作：まいん、キャラクター原案：peroshi、漫画：池宮アレア）
- 常敗将軍、また敗れる（原作：北条新九郎、キャラクター原案：伊藤宗一、漫画：渡辺つよし）
- 槍使いと、黒猫。（原作：健康、キャラクター原案：市丸きすけ、漫画：たくま朋正）
- 魔眼と弾丸を使って異世界をぶち抜く！（原作：かたなかじ、キャラクター原案：赤井てら、漫画：瀬菜モナコ）
- 孤児院テイマー（原作：安藤正樹、キャラクター原案：イシバシヨウスケ、漫画：倉崎もろこ）
- 新米オッサン冒険者、最強パーティに死ぬほど鍛えられて無敵になる。（原作：岸馬きらく、キャラクター原案：Tea、漫画：荻野ケン）
- 聖なる騎士の暗黒道（原作：坂石遊作、キャラクター原案：へいろー、漫画：イチフジニタカ）
- 英雄王、武を極めるため転生す 〜そして、世界最強の見習い騎士♀〜（原作：ハヤケン、キャラクター原案：Nagu、漫画：くろむら基人）
- TOKYO異世界不動産（原作：すずきあきら、キャラクター原案：皆村春樹、漫画：おおのいも）
- 八大種族の最弱血統者（原作：藤木わしろ、キャラクター原案：児玉酉、漫画：くろむら基人）
- 『王の菜園』の騎士と、『野菜』のお嬢様（原作：江本マシメサ、キャラクター原案：仁藤あかね、漫画：狸田にそ）
- 聖剣士さまの魔剣ちゃん 〜孤独で健気な魔剣の主になったので全力で愛でていこうと思います〜（原作：藤木わしろ、キャラクター原案：さくらねこ、漫画：おおのいも）
- いつでも自宅に帰れる俺は、異世界で行商人をはじめました（原作：霜月緋色、キャラクター原案：いわさきたかし、漫画：明地雫）
- 迷宮メトロ 〜目覚めたら最強職だったのでシマリスを連れて新世界を歩く〜（原作：佐々木ラスト、キャラクター原案：かわすみ、漫画：高瀬若弥）
- 毒舌少女はあまのじゃく 〜壁越しなら素直に好きって言えるもん！〜（原作：上村夏樹、キャラクター原案：みれい、漫画：あび）
- 最弱無能が玉座へ至る 〜人間社会の落ちこぼれ、亜人の眷属になって成り上がる〜（原作：坂石遊作、キャラクター原案：刀彼方、漫画：宮社惣恭）
- 追放された落ちこぼれ、辺境で生き抜いてSランク対魔師に成り上がる（原作：御子柴奈々、キャラクター原案：岩本ゼロゴ、漫画：水清十朗）
- 才女のお世話 高嶺の花だらけな名門校で、学院一のお嬢様（生活能力皆無）を陰ながらお世話することになりました（原作：坂石遊作、キャラクター原案：みわべさくら、漫画：水島空彦）

### 連載終了作品
- 六畳間の侵略者!?（原作：健速、キャラクター原案：ポコ、作画：有池智実）
- ビキニ・ウォリアーズ（原作：ホビージャパン、漫画：match）
- sin 七つの大罪（原作：ホビージャパン、漫画：うるりひ）
- 精霊幻想記（原作：北山結莉、キャラクター原案：Riv、漫画：tenkla）